# Actually, Finally
《Actually, Finally》는 1997년 발표된 가수 이상은의 일본 싱글 앨범이다. 이상은이 영국의 유명 레코드사인 버진(Virgin)-도시바 EMI사와 음반계약을 맺고, 'Lee-Tzsche(리채,リ-チェ)'라는 이름으로 활동하면서 8집이 나오기전 3곡이 실린 싱글음반을 먼저 발매했다. 8집의 타이틀곡 'Actually, Finally'가 1번과 3번트랙으로 실렸는데, 3번트랙은 좀 더 어쿠스틱한 편곡이다. 2번트랙은 8집에 실리지 않았다.

## 수록곡
| #  | 제목                  | 작사·작곡          | 편곡          | 재생 시간 |
| -- | --------------------- | ------------------ | ------------- | --------- |
| 1. | 〈Actually, Finally〉 | Lee-Tzsche(이상은) | Richard Niles | 3:24      |
| 2. | 〈Sonic Primitic〉    | Lee-Tzsche(이상은) | Hajimu Takeda | 4:38      |
| 3. | 〈Actually, Finally〉 | Lee-Tzsche(이상은) | Richard Niles | 3:23      |

## 관련 자료
- 'Actually, Finally' MV